# Xagħra
Xagħra (officiële naam Ix-Xagħra) is een plaats en gemeente op het Maltese eiland Gozo. De plaatsnaam wordt uitgesproken als sjara in het Maltees.
Nabij Xagħra bevinden zich interessante archeologische locaties als de "Ġgantija" megalieten (een neolithische tempel en enkele veelbezochte grotten. Met 3960 inwoners (november 2005) is het de op twee na grootste plaats op Gozo na Nadur en Victoria.
De kerk van Xagħra is gewijd aan Maria, lokaal 'il-Bambina' genoemd. De jaarlijkse festa ter ere van Maria wordt gehouden op 8 september en wordt druk bezocht omdat het de laatste festa is van het zomer-festaseizoen op de Maltese eilanden.